# Azienda tabacchi italiani
Azienda tabacchi italiani S.p.A. era una azienda italiana che operava nel settore dei tabacchi.

## Storia

### Le origini
ATI nasce come Società anonima il 21 marzo 1927, in seguito alla legge 2399/27 che stanziava 10 milioni di lire per costituire una società partecipata dallo Stato stesso, Banco di Sicilia, Banco di Napoli che si occupasse delle attività connesse alla produzione, lavorazione e commercio del tabacco, del sale e del chinino. Inoltre era impegnata nell'esportazione dei prodotti italiani e nell'approvvigionamento delle materie prime sui mercati esteri, attività sempre legate al settore del tabacco.
Le esportazioni erano legate in Argentina, Inghilterra, Belgio, Lussemburgo, Africa Occidentale. Tramite la Società anonima tabacchi italiani produceva e vendeva tabacchi in Svizzera e Brasile.
In seguito alla crisi del 29 deve diversificare le sue attività e per questo crea Aticarta S.p.A. attività nella produzione di carta per sigarette e del loro imballaggio.
Nel 1930 nei suoi terreni in concessione a Tigrinna in Libia, sulle alture del Gharian, fonda una colonia italiana di 299 famiglie per un totale di 1794 persone per sperimentare la coltivazione di tabacchi orientali. Nello stesso anno commercializzava anche il Tè Ati, attività poi ceduta alla Ernesto Piletti s.p.a.

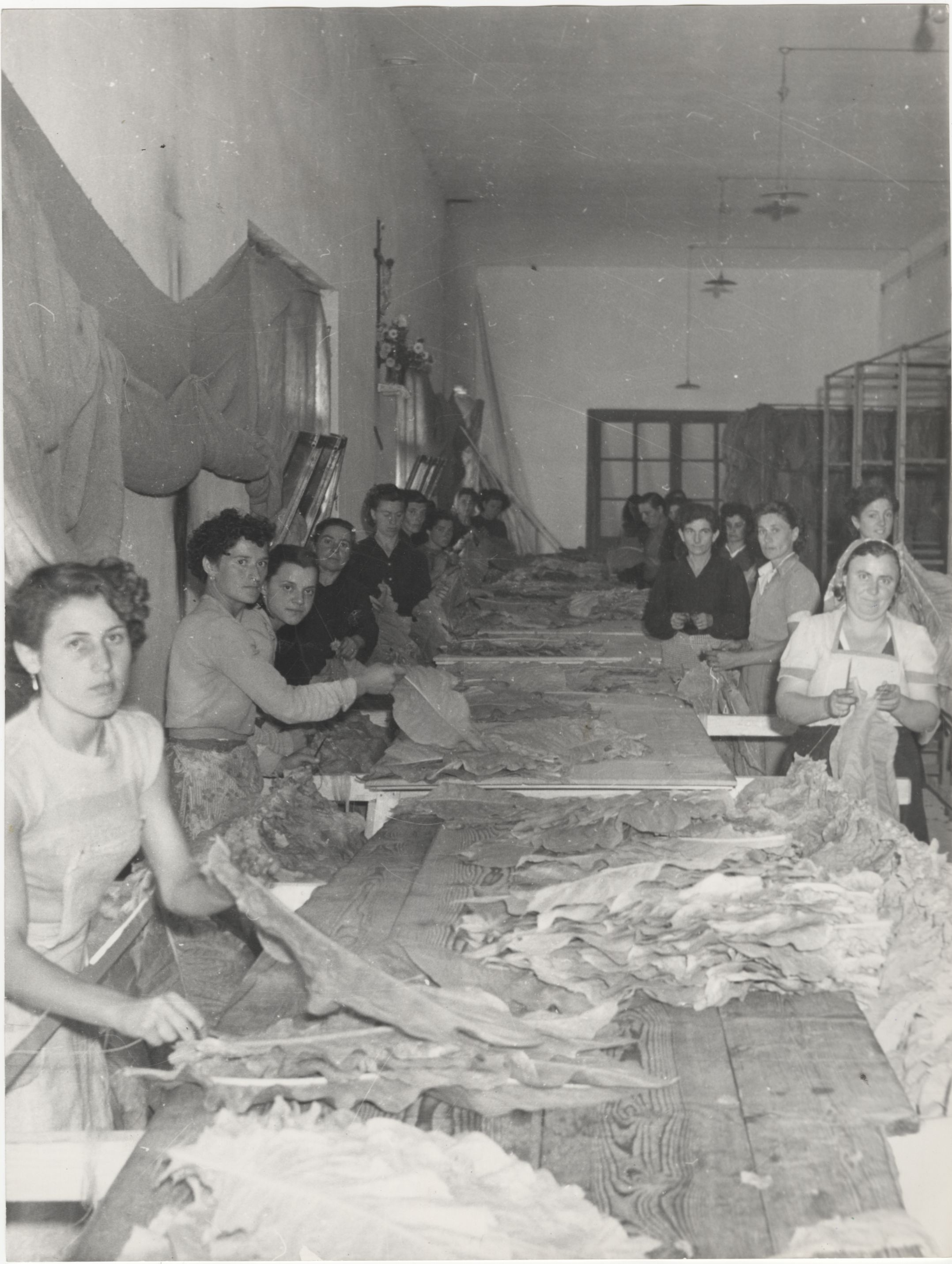
Lavorazione del tabacco in foglia a Mesola nel 1958

Nel 1958 la crisi sul mercato estero costringe Ati a vendere Sati.
Negli anni settanta era attiva prevalentemente in due settori: la produzione di articoli cartari lavorati per l'industria di tabacchi e la produzione di tabacchi in foglia.
Inoltre era attiva nella lavorazione e nel commercio di sali, the, carta ed imballaggi.
Nel 1976 partecipava Azienda agricola tabacchi Campolongo (produzione di tabacchi Virginia), CETI (commercializzazione dei tabacchi prodotti), ATITransco (produzione di tabacchi Burley e subtropicali), Filtrati S.p.A., Saibi (produzione di bromo).
Nel 1982 viene incaricata della commercializzazione di tutti i tipi di sale alimentare ed industriale prodotti dai Monopoli di Stato e nel 1983 insieme a Italkali fonda Azienda italiana sali S.p.A. attiva nella distribuzione dei sali ai depositi dei Monopoli di Stato, nella vendita di sale grezzo alle imprese per la sua raffinazione e nella vendita del sale già raffinato dai Monopoli alle aziende industriali.

### Il declino della produzione e l'arrivo di E.t.i.
A cavallo degli anni settanta e ottanta sorgono le prime difficoltà: la presenza sempre maggiore di persone al vertice di AAMS (e a cascata di Ati, la sua controllata) nominate tra ruoli amministrativi e non tecnici, quindi con una ristretta visione industriale, il processo europeo di liberalizzazione e di abolizione dei Monopoli di Stato, il fenomeno del contrabbando e l'avvio delle campagne contro il fumo promosso dalla politica nazionale e dai media, provocò una riduzione della produzione di tabacco lavorato: gli stabilimenti iniziano ad essere affetti da sovraproduzione con standard tecnologici qualitativi inferiori a quelli europei. Alcuni impianti lavorano solo grazie alla produzione su licenza concessa da brand esteri.
Con il 1994 costituisce Atisale S.p.A. (oggi Sosalt) per commercializzare il sale proveniente dalle 4 Saline di Stato. 
Nel 1996 possiede 21 stabilimenti produttivi, ubicati a Lecce, Chiaravalle, Rovereto, Napoli, Lucca, Bari, Scafati, Bologna, Mesola, Verona, Firenze, Modena, Cagliari, Trieste, Catania, Milano, Palermo, Cava dei Tirreni, Torino, Adria e Venezia.
Già nel 1997 il numero delle manifatture scende a 18 (chiuse Torino, Venezia ed Adria), con un fatturato complessivo di 19.900 miliardi e 420 miliardi di utile ottenuto nel 1996.
Due anni dopo entra a far parte del gruppo Ente tabacchi italiani: in quel frangente, ha una quota di mercato pari al 60%, 6.500 dipendenti in 18 manifatture.

## Controllate
- Aticarta
- Atisale
- Filtrati